# Antoni Piotrowski (architekt)
Antoni Piotrowski (ur. ?, zm. 21 października 1833) – polski architekt. 

## Życiorys
Ukończył studia na Wydziale Architektury Akademii Berlińskiej. W 1808 został architektem twierdzy w Toruniu, a 1820 zastępcą budowniczego obwodu przasnyskiego.

## Ważniejsze prace
- fortyfikowanie Torunia i budowa mostu na Wiśle (1807–1811)[1]
- projekt restauracji zamku biskupów płockich w Pułtusku (1825)[1]